# بورغولافيزارو
بورغولافيزارو؛ (و تنطق باللغة البيدمونتية: بورغلافزار، وباللغة اللمبردية : بورغلافسار ), وهي كومونا (بلدية) في مقاطعة نوفارا في منطقة بيدمونت الإيطالية، وتقع على بعد حوالي 80 كيلومتر (50 ميل) شمال شرق تورينو وحوالي 15 كيلومتر (9 ميل) جنوب شرق نوفارا.
وتحد بورغولافيزارو البلديات الآتية: البونيس وكيلافيغنا ونيكورفو وروبيو وتورناكو وفيسبلاتي.
وتأسست بلدية بورغولافيزارو في عام 1200 من السنة الميلادية.
وكانت مسقط رأس شخصيات لامعة مثل وزير الحرب ومؤسس مجموعة جبال الألب سيزار ماجناني ريكوتي، والكتاب الإيطاليين لويجي جرامينيا وغودينزيو ميرولا، ولويجي تورنيلي وهو السياسي ومؤسس بنك بي بي إن، والذي يعد أحد أهم البنوك في شمال إيطاليا.

## روابط خارجية
- الموقع الرسمي